# Bernd Schulz
Bernd Schulz (* 12. února 1960) je bývalý východoněmecký fotbalista, záložník.

## Fotbalová kariéra
Ve východoněmecké oberlize hrál za Berliner FC Dynamo. Nastoupil ve 217 ligových utkáních a dal 46 gólů. S Berliner FC Dynamo získal devětkrát mistrovský titul a dvakrát východoněmecký fotbalový pohár. V Poháru mistrů evropských zemí nastoupil ve 29 utkáních a dal 5 gólů a v Poháru vítězů pohárů nastoupil v 1 utkání. Za reprezentaci Východního Německa (NDR) nastoupil v letech 1984–1985 ve 3 utkáních a dal 1 gól.

## Ligová bilance
| Ročník          | Zápasy | Góly | Klub               |
| --------------- | ------ | ---- | ------------------ |
| I. liga 1979/80 | 24     | 4    | Berliner FC Dynamo |
| I. liga 1980/81 | 23     | 13   | Berliner FC Dynamo |
| I. liga 1981/82 | 21     | 6    | Berliner FC Dynamo |
| I. liga 1982/83 | 20     | 2    | Berliner FC Dynamo |
| I. liga 1983/84 | 26     | 10   | Berliner FC Dynamo |
| I. liga 1984/85 | 20     | 4    | Berliner FC Dynamo |
| I. liga 1985/86 | 25     | 4    | Berliner FC Dynamo |
| I. liga 1986/87 | 12     | 1    | Berliner FC Dynamo |
| I. liga 1987/88 | 24     | 0    | Berliner FC Dynamo |
| I. liga 1988/89 | 14     | 2    | Berliner FC Dynamo |
| I. liga 1989/90 | 8      | 0    | FC Berlin          |
| CELKEM I. liga  | 373    | 91   |                    |